# Au pays de Fanfreluche
Pour les articles homonymes, voir Fanfreluche.
Au pays de Fanfreluche est un téléfilm documentaire québécois réalisé par Brigitte Nadeau, diffusé en 2003.
Le téléfilm porte sur la vie et la carrière de Kim Yaroshevskaya et sur son célèbre personnage de Fanfreluche.

## Synopsis
Fanfreluche, la célèbre poupée personnifiée par Kim Yaroshevskaya, a marqué plusieurs générations d'enfants à la télévision québécoise. Ce documentaire retrace le parcours de Kim Yaroshevskaya, de son enfance en Russie à la création de son univers fantastique, à travers l'histoire de La Petite Kim.

## Fiche technique
- Titre : Au pays de Fanfreluche
- Réalisation : Brigitte Nadeau
- Scénario : Véronique Bellemare Brière et Brigitte Nadeau
- Idée originale : Véronique Bellemare Brière et Brigitte Nadeau
- Recherche : Véronique Bellemare Brière et Brigitte Nadeau
- Production : Cine Qua Non Films inc.
- Distribution : Antenna inc.
- Pays d'origine :  Canada
- Format : Moyen métrage
- Genre : Téléfilm documentaire
- Durée : 56 minutes
- Dates de sortie :

## Distribution
- Kim Yaroshevskaya